# Adolfo Fernández Casanova
Adolfo Fernández Casanova (Pamplona, 14 de enero de 1843-Madrid, 11 de enero de 1915) fue un arquitecto español.

## Biografía
Destacó especialmente como restaurador de catedrales, como la de Tarragona, León, Ávila y Santiago de Compostela.
Su obra más destacada fue la restauración de la Catedral de Santa María de la Sede de Sevilla, cuya última fase concluyó. Fernández Casanova se encargó de remozar las fachadas del templo. Entre 1895 y 1927 las puertas del lado norte fueron decoradas con ornatos neogóticos y columnas de orden corintio, para armonizar con el estilo gótico que predomina en toda la catedral. También tuvo una importante participación en la restauración del castillo de Almodovar del Río.
Fue arquitecto municipal de Alcalá de Henares desde junio de 1872 hasta el 26 de febrero de 1873.

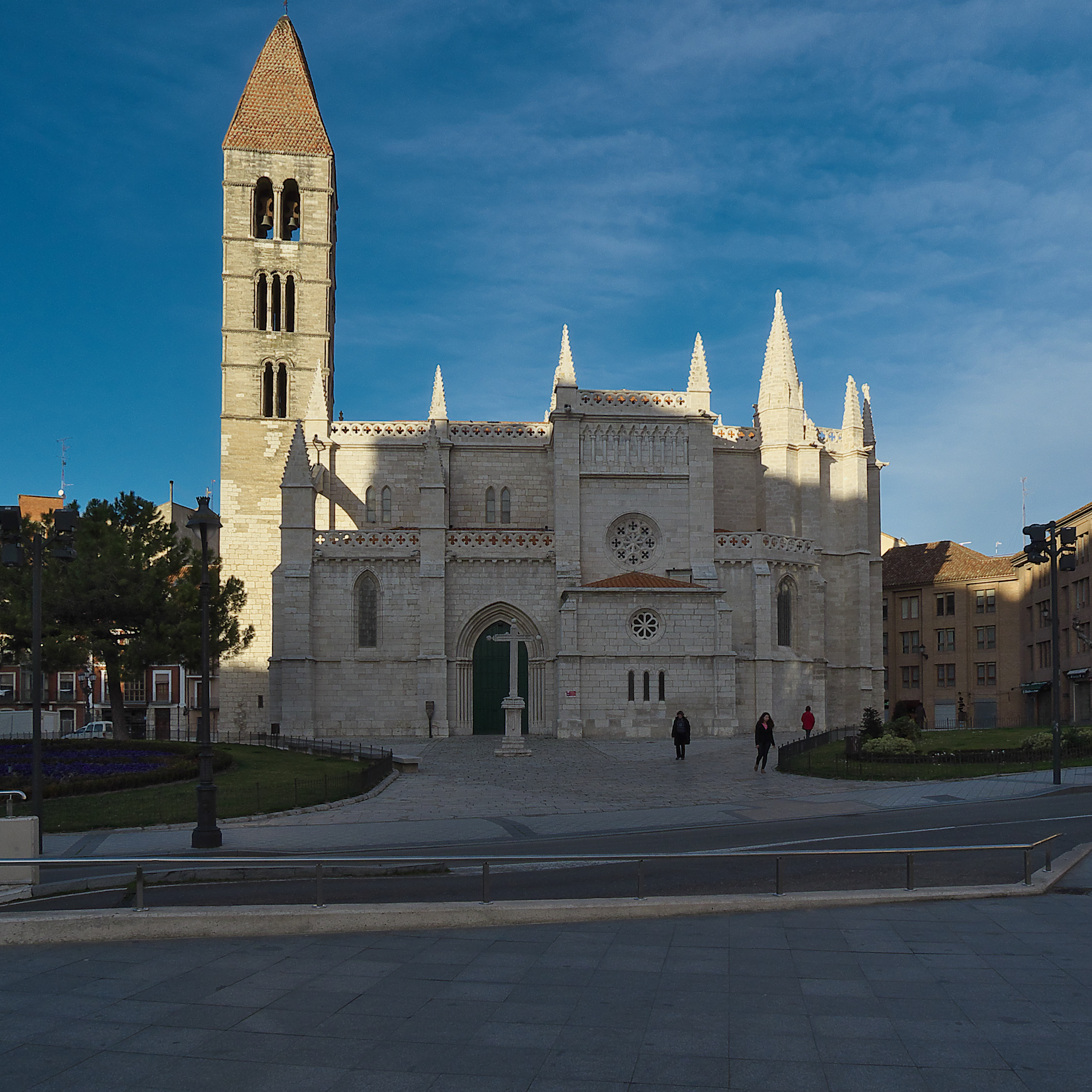
Iglesia de Santa María La Antigua (Valladolid).
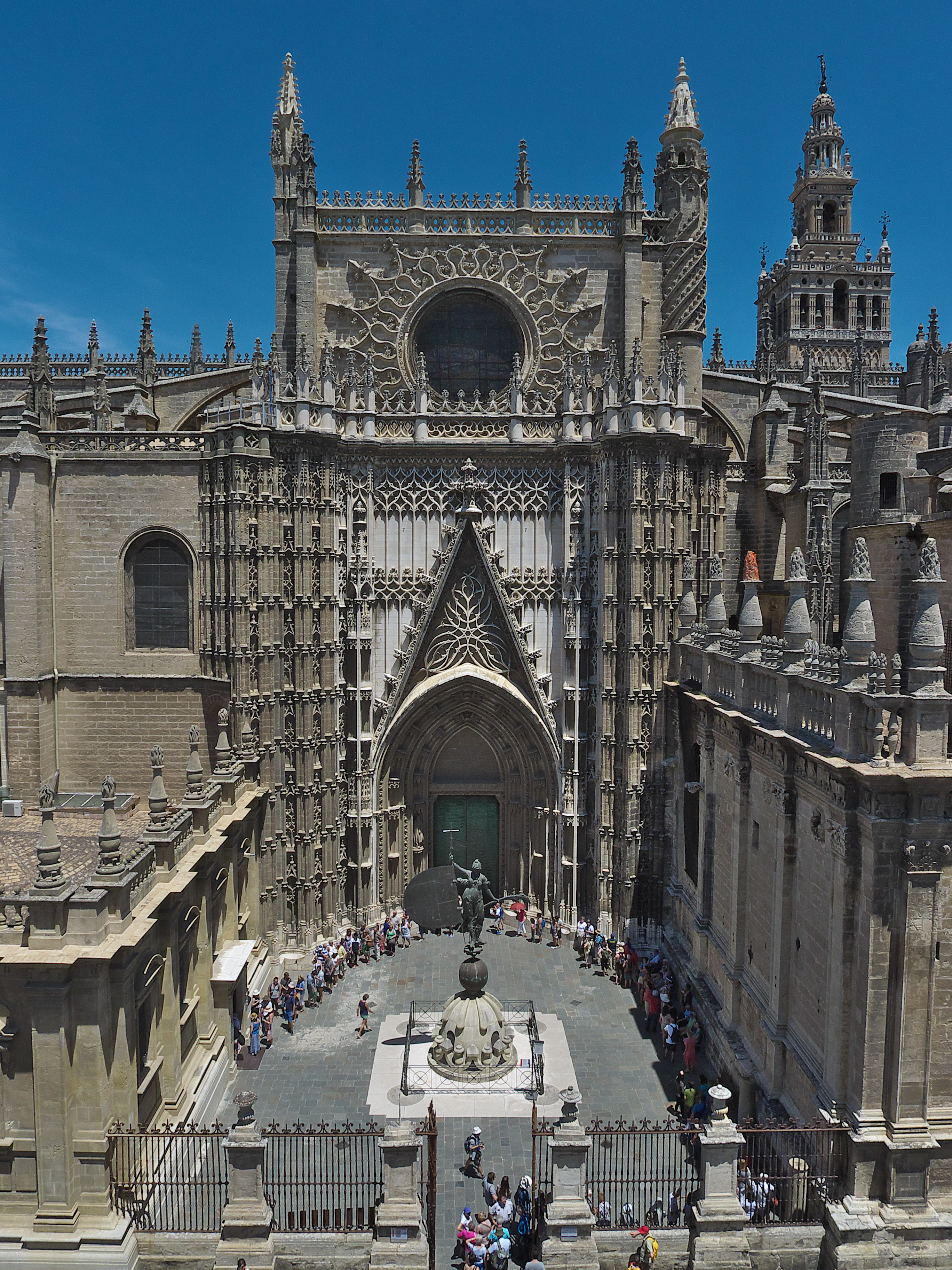
Puerta de la Ascensión (Catedral de Sevilla).
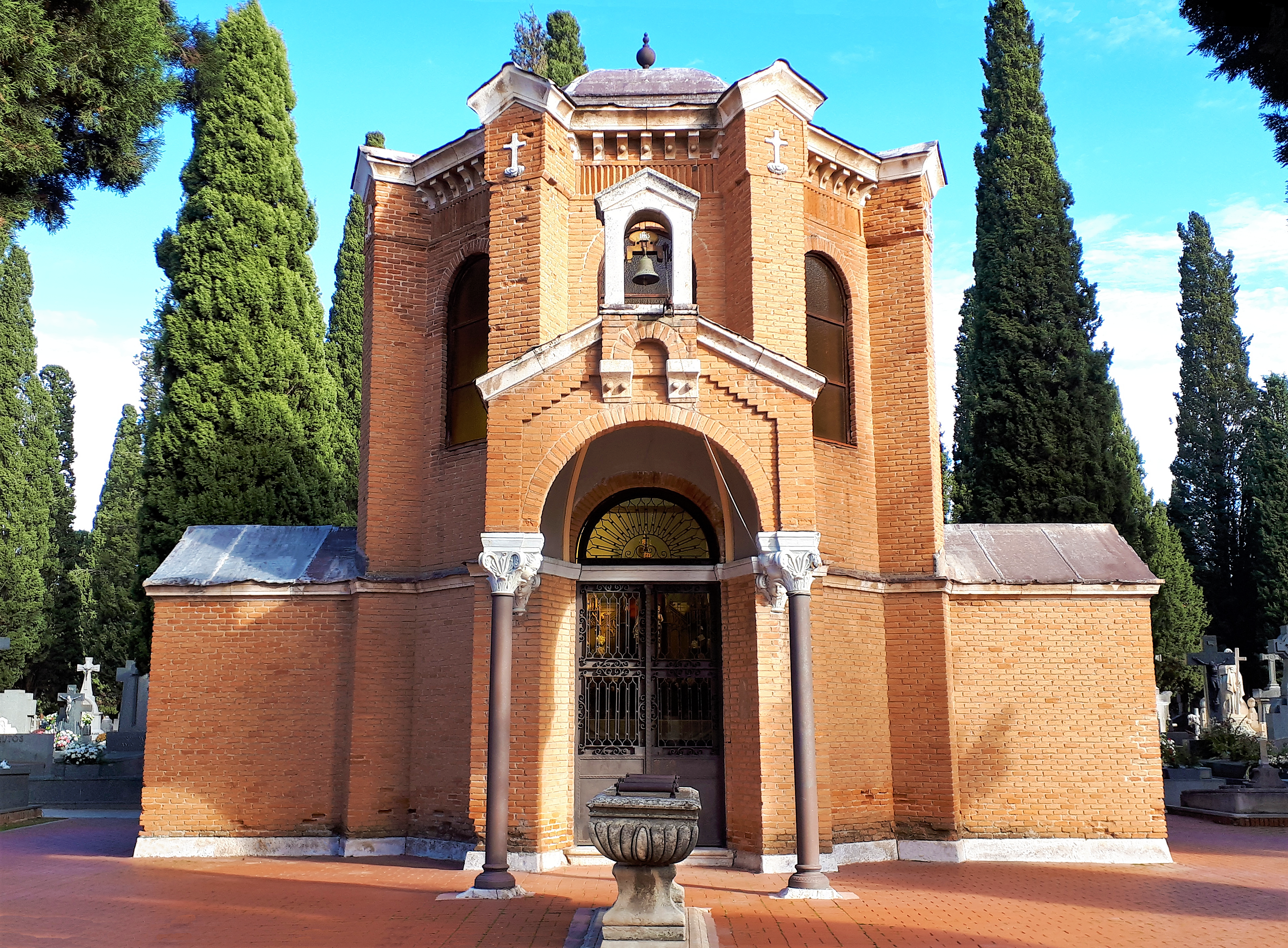
Capilla del Cementerio Municipal de Alcalá de Henares
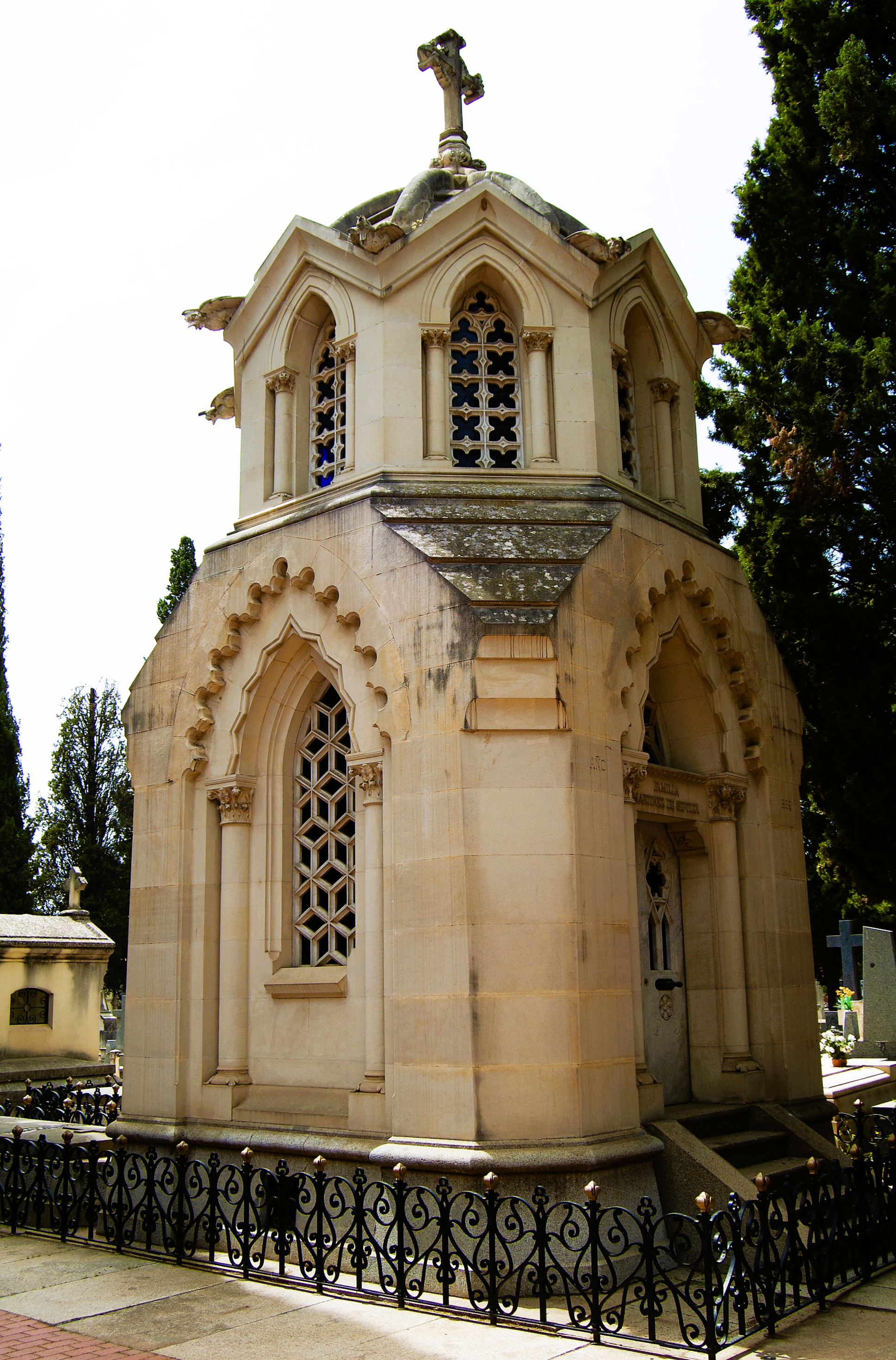
Panteón de la familia Martínez de Septién (Alcalá de Henares).